# Muṣaṣir
Muṣaṣir (assiro: KURMu-ṣa-ṣir e sue varianti, tra cui Mutsatsir, accadico per Uscita del Serpente), Ardini in lingua urartea (forse dall'armeno Artin) era un'antica città degli Urartei, citata nelle fonti assire del IX e VIII secolo a.C.

## Storia
Fu conquistata dal re urarteo Ishpuini attorno all'800 a.C. (come riportato sulla stele di Kelashin). Il dio tutelare della città era dḪaldi. Il nome Musasir in lingua accadica significa "Uscita del serpente".
La posizione geografica della città non è nota con sicurezza, anche se esistono numerose ipotesi al riguardo, tutte attestate attorno alle coordinate 36°N 46°E, nei monti Zagros a sud del Lago di Urmia. François Thureau-Dangin l'ha posta presso Mudjesir, 10 km ad ovest di Topzawa. Reza Heidari, un archeologo del "Cultural Heritage and Tourism Organization" della provincia iraniana della Regione dell'Azarbaijan occidentale, sostiene che Rabat Tepe, nei pressi di Sardasht, in Iran, sia la posizione esatta di Muṣaṣir. Secondo Lynch si trovava vicino all'odierna Rowanduz, nel Kurdistan iracheno.